# Order Złotej Kani
Order Złotej Kani (jap. 金鵄勲章 Kinshi-kunshō) − order nadawany przez Cesarstwo Japońskie, ustanowiony przez cesarza Mutsuhito (Meiji) 12 lutego 1890 roku dla uczczenia pamięci pierwszego cesarza Japonii, Jimmu.

## Zasady nadawania
Order został ustanowiony jako wysokie odznaczenie wojskowe. Był przyznawany za odwagę, umiejętności dowodzenia lub osiągnięcia na polu bitwy. Istniało siedem klas, dla żołnierzy szeregowych przeznaczone były klasy 7−5, dla podoficerów 6-4, oficerów młodszych 5−3, oficerów starszych 4−2, generałów 3−1. Klasy 1−5 oznaczano jako złote, 5−7 jako srebrne.
Ostatnie nadanie orderu miało miejsce w 1945. W 1947 z rozkazu dowódcy amerykańskich wojsk okupacyjnych, gen. Douglasa MacArthura przyznawanie odznaczenia zostało zakazane.

### Nadania
W sumie przyznano 1 067 492 ordery, w tym 41 pierwszej i 201 drugiej klasy.
W poszczególnych wojnach przyznano:
- I wojna chińsko-japońska − 2000
- wojna rosyjsko-japońska − 109 600
- I wojna światowa − 3000
- incydent mukdeński − 9000
- II wojna chińsko-japońska − 190 000
- wojna na Pacyfiku − 630 000

## Wygląd
Order przedstawiał złotą kanię, posłańca kami, opisanego w japońskiej kronice Nihon-shoki. Według japońskiej mitologii, kami miał pomóc cesarzowi Jimmu pokonać wrogów w bitwie. Kania umieszczona na ośmioramiennej gwieździe o 32 promieniach i barwie czerwonej. Poniżej kani znajdowały się dwie, skrzyżowane, starożytne tarcze samurajskie o barwie niebieskiej i dwa skrzyżowane miecze barwy złotej ze srebrnymi rękojeściami. Na spodniej stronie zielona halabarda z shintoistycznym symbolem tomoe na czerwieni. Odwrotna strona orderu jest gładka. Order noszony był na zielonej wstędze z białymi paskami przy krawędziach.
Odznakę I klasy orderu noszono na wielkiej wstędze, przez ramię; oznaki klas II i III: na wstędze, na szyi; oznaki pozostałych klas: na wstążce, na lewej piersi.
Gwiazdy pierwszej i drugiej klasy posiadały promienie o barwie złotej i czerwonej. Noszono je na lewej piersi, natomiast gwiazdę trzeciej klasy na prawej.

## Stypendium
Do orderu dołączano stypendium, ustalone w 1916 roku. Było ono dożywotnie, ale istniała możliwość przedłużenia jego wypłacania rodzinie na rok po śmierci odznaczonego. Jeśli odznaczony zmarł przed upływem pięciu lat od otrzymania orderu, stypendium wypłacano rodzinie aż do tego terminu.

## Polska nazwa
Polska nazwa orderu została oficjalnie opublikowana w Kodeksie Orderowym z 1939. Na stronach internetowych można również napotkać użycie błędnych nazw, takich jak Order Złotego Sokoła, czy nawet Order Złotego Latawca. Ta ostatnia nazwa pochodzi od błędnego tłumaczenia angielskiej nazwy tego orderu: Order of the Golden Kite. Angielskie słowo kite, tłumaczone jako „kania”, jeśli chodzi o gatunek ptaka, oznacza również „latawiec”.